# Moczarnica argentyńska
Moczarnica argentyńska, moczarka kanadyjska (Egeria densa Planch) – gatunek rośliny z rodziny żabiściekowatych (Hydrocharitaceae). Pochodzi z Ameryki Południowej. Jest gatunkiem inwazyjnym w Europie, także w południowo-wschodniej Azji, w Australii i zachodniej części Stanów Zjednoczonych.
W środowisku naturalnym występuje w wodach wolno płynących i stojących o różnym składzie chemicznym. Jest popularnie uprawiana w akwariach.

## Rozmieszczenie geograficzne
W warunkach naturalnych występuje w Brazylii, Urugwaju i Argentynie. Gatunek ten został jednak zawleczony do wielu krajów europejskich. Od roku 2013 notowany jest nawet na Islandii, gdzie skolonizował zbiorniki z ciepłą wodą pochodzenia geotermalnego. W Polsce po raz pierwszy stwierdzony w 2009 w Serafie, gdzie rośliny utrzymywały się w następnych latach, a następnie w Wiśle, kilkadziesiąt kilometrów poniżej ujścia Serafy. Gatunek uznany został za zadomowionego antropofita (kenofita).

## Morfologia
Roślina o pędach osiągających do 80–100 cm długości. Liście wyrastają w okółkach i naprzeciwlegle. Osiągają do 3 cm długości i 0,4 cm szerokości. Są ciemnozielone i przejrzyste. Roślina dwupienna. 

## Zastosowanie
Jedna z popularnych słodkowodnych roślin akwariowych, polecana osobom początkującym. Szybko rośnie, nie potrzebuje specjalnych zabiegów. Ceniona jako producent tlenu.

## Uprawa
WymaganiaNatężenie oświetlenia powinno być średnie lub wysokie. Najlepiej rośnie w wodzie chłodnej o temperaturze maksymalnej do 24 °C, o pH 5,8–9,2.